# Any-Martin-Rieux
Any-Martin-Rieux är en kommun i departementet Aisne i regionen Hauts-de-France i norra Frankrike. Kommunen ligger  i kantonen Aubenton som ligger i arrondissementet Vervins. År 2022 hade Any-Martin-Rieux 455 invånare.

## Befolkningsutveckling
Antalet invånare i kommunen Any-Martin-Rieux
Referens: INSEE